# Dinnyeberki
Dinnyeberki es un pueblo ubicado en el distrito de Szentlőrinc, en el condado de Baranya, Hungría.

## Superficie
Posee una superficie de 8,560 kilómetros cuadrados.

## Demografía
Hasta 2019 la población era de 68 habitantes, con una densidad de población de 7,944 habitantes por kilómetro cuadrado.